# جويس كينغ
جويس كينغ (بالإنجليزية: Joyce King)‏ هي منافسة ألعاب القوى أسترالية، ولدت في 1 سبتمبر 1920 في سيدني في أستراليا، وتوفيت في 10 يونيو 2001.

## وصلات خارجية
- جويس كينغ على موقع النتائج التاريخية لألعاب القوى الأسترالية (الإنجليزية)
- جويس كينغ على موقع اللجنة الأولمبية الدولية (الإنجليزية)
- جويس كينغ على موقع أوليمبيديا (الإنجليزية)
- جويس كينغ على موقع اللجنة الأولمبية الأسترالية (الإنجليزية)